# Louis Antoine Fauvelet de Bourrienne
Louis Antoine Fauvelet Bourrienne (Sens, 19 de julho de 1769 – Caen, 7 de fevereiro de 1834) foi um diplomata e político francês.

## Biografia

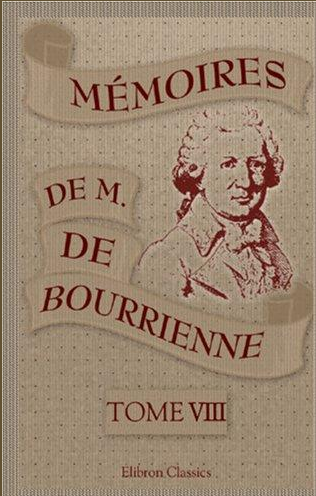
Capa das Memoires de Bourrienne.

Estudou na École de Brienne em Champagne junto a Napoleão Bonaparte, com quem desde então estabeleceu uma estreita amizade (1785). Quando este foi nomeado comandante-geral do Exército da Itália, Bourrienne foi chamado por ele e tornou-se seu secretário particular mas, depois de alguns anos, ele caiu em desgraça. No entanto, em 1804, Napoleão nomeou-o para Hamburgo. Em 1814 aderiu aos Bourbons, quando foi nomeado primeiro Prefeito da Polícia de Paris, cargo que então possuía status de ministro de Estado, ocasião em que recebeu ordens para a prisão de Joseph Fouché. 
A revolução de julho de 1830 e a perda de sua fortuna, motivaram seu afastamento da vida pública. 
Suas Memórias, em 10 volumes, foram publicadas originalmente em 1829 a 1831.